# マサチューセッツ州の旗
マサチューセッツ州の旗（マサチューセッツしゅうのはた）は、アメリカ合衆国マサチューセッツ州の州旗。白い地に州の紋章が記されている。

## デザイン
中央の紋章の人物はアルゴンキン族インディアンで、上の剣（ブロードソード）は戦争により独立を勝ち取ったことを表している。青いリボンには州のモットーである「Ense petit placidam sub libertate quietem（剣をもって平和を求める、ただ自由の下の平和のみを）」と書かれている。
1907年に制定され、表裏が異なる旗だったが、1971年には裏側のデザインが削除された。
2001年、北米旗章協会はアメリカとカナダの全72州旗のデザインをランク付けして、第38位にランクインした。

マサチューセッツ湾植民地の旗
1775年 - 1780年
裏面（1908年 - 1971年）
マサチューセッツ州知事の旗
マサチューセッツ海軍（英語版）の旗